# ジュヌヴィエーヴ・アレヴィ
マリー＝ジュヌヴィエーヴ・ラファエル・アレヴィ＝ビゼー＝ストロース（Marie-Geneviève Raphaëlle Halévy-Bizet-Straus 1849年2月26日 - 1926年12月22日）は、フランスのサロン主催者。マルセル・プルーストの小説『失われた時を求めて』の登場人物であるゲルマント公爵夫人とオデット・ド・クレシーのモデルとなった人物。

## 生涯
ジュヌヴィエーヴ・アレヴィは、ユダヤ人夫婦であったジャック・アレヴィとその妻レオニー（Léonie; 旧姓 ロドリグ＝アンリク Rodrigues-Henriques）の間の末娘としてパリに生まれた。彼女の幼少期は悲しいものだった。彼女が13歳の時に父が他界し、15歳の時に姉が亡くなると、母が精神の不安定期に悩まされるようになったのである。1869年に父の教え子であったジョルジュ・ビゼーと結婚して、1871年に息子のジャックを出産する。ジャックはマルセル・プルーストの学友となる。夫ジョルジュは1875年に心臓発作で急死した。
夫の死後まもなく、ジュヌヴィエーヴは自らと夫の親しい友人であったエリー＝ミリアム・ドゥラボルドと共に、結婚契約書に署名した。にもかかわらず、2人が結婚へと進むことはなかった。研究者たちはジュヌヴィエーヴとドゥラボルドはビゼーの生前より不倫関係にあったのではないかという推測をしており、ビゼーの死後1年のうちに署名された結婚契約はこの説を裏付けるように思われる。
ジュヌヴィエーヴは叔父のレオン・アレヴィの許に身を寄せ、従兄弟のリュドヴィク・アレヴィのためのサロンを開いた。そこで彼女はリュドヴィクが当時の芸術界の面々を歓待するのを手助けした。このサロンは「リュドヴィクの木曜日」（Les jeudis de Ludovic）として知られていた。数年後、彼女は自らのサロンをオープンした。そこではアルフォンス・ド・ロチルド男爵と男爵夫人、ポトツカ伯爵夫人、リシュリュー公爵夫人、シュヴィニエ伯爵夫人といった上流階級が、ギ・ド・モーパッサン、アンリ・メイヤック、ジョルジュ・ド・ポルト＝リッシュ、ポール・ブールジェ、ポール・エルヴュー、ジョゼフ・レナックといった知識人、作家と出会うことができた。
1886年、ジュヌヴィエーヴはロスチャイルド家と顔なじみの弁護士であったエミール・ストロースと結婚し、彼女のサロンはますます栄えていった。ロベール・ド・モンテスキューとその従妹のエリザベト・グレフュール、画家、ジャーナリストらが訪れるようになった。サロンには、ドレフュス事件に際して『オーロール』紙上の請願書に初めて署名を行った知識人であるプルーストをはじめ、アルフレド・ドレフュスの支援者の多くが集っていた。事件後、サロンの繁栄は翳っていくことになる。
1910年以降、ジュヌヴィエーヴは次第にふさぎ込みがちとなり、社交界から身を引いた。1922年には息子が自死し、その数週間後にはプルーストがこの世を去った。彼女は1926年にパリで77年の生涯を閉じた。